# David Bielander
David Bielander (Bazel, 1968) is een Zwitsers beeldend kunstenaar die bekendheid verwierf als sieraadontwerper. Hij werkt in München.

## Biografie

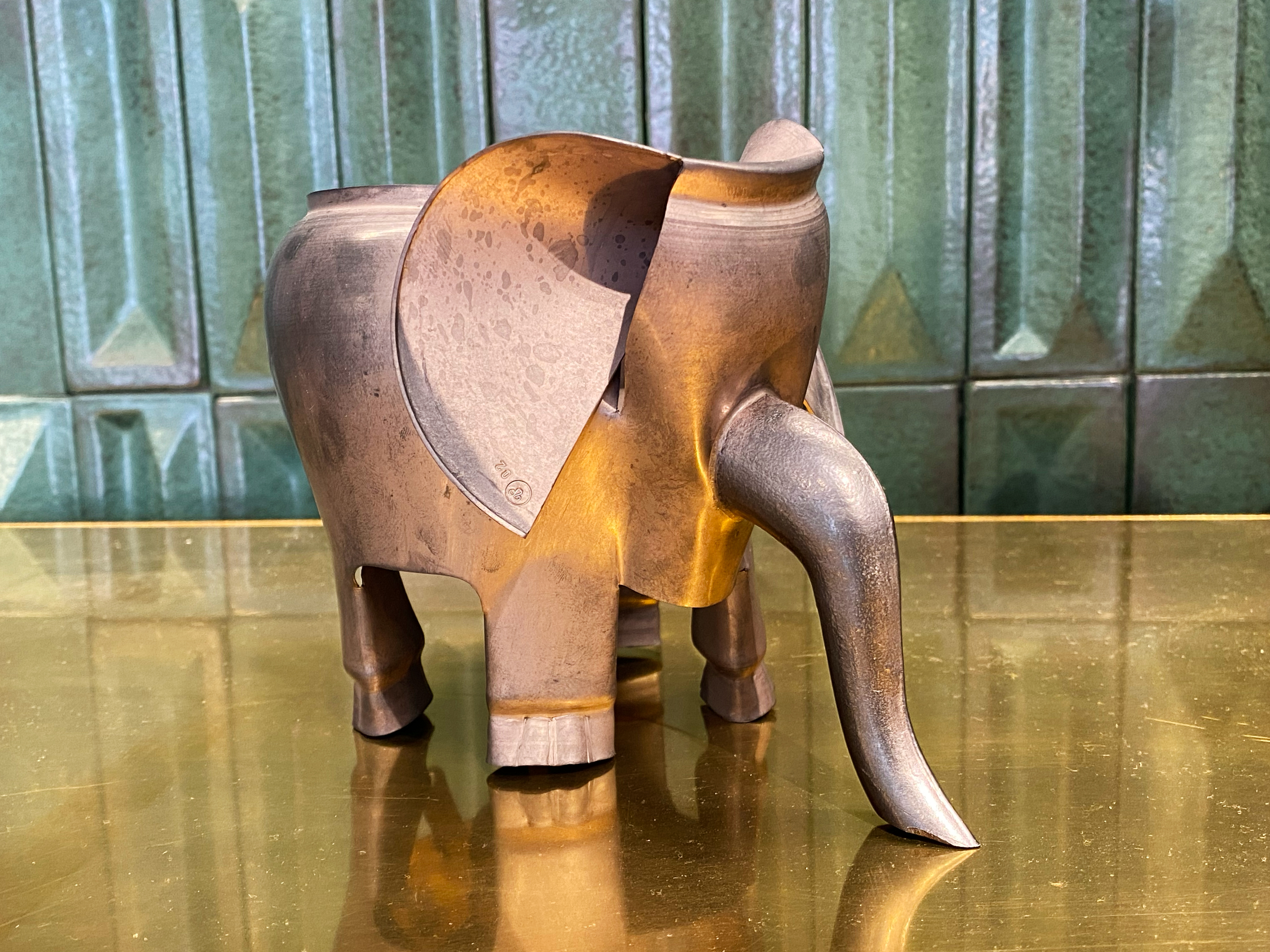
Baby Hannibal, 2011

Bielander is in de leer geweest bij Kurt Degen (1989-1993) en Georg Spreng (1993-1995) en is verder opgeleid aan de Akademie der Bildenden Künste te München (1995-2001).
De sieraden van Bielander hebben onderwerpen als vruchten en dieren en kennen vaak een speels karakter. Zo heeft hij onder meer een broche vervaardigd in de vorm van een varkenskop die bestaat uit vooral rose parels.
In 2009 ontving Bielander de Förderpreis für Kunsthandwerk van de stad München, in 2010 de Duitse Herbert Hofmannpreis en in 2012 de Zwitserse Federale Designprijs alsook de Françoise van den Bosch Prijs. Naar aanleiding van de laatstgenoemde prijs vond in 2013 een overzichtstentoonstelling van en ook door Bielander plaats in het Museum voor Moderne Kunst Arnhem.
In Nederland wordt het werk van Bielander vertegenwoordigd door Galerie Rob Koudijs te Amsterdam.